# Carlux
Carlux é uma comuna francesa na região administrativa da Nova Aquitânia, no departamento Dordonha. Estende-se por uma área de 13,2 km². Em 2010 a comuna tinha 640 habitantes (densidade: 48,5 hab./km²).